# Моор, Александр Викторович
Алекса́ндр Ви́кторович Моо́р (род. 6 января 1974, Березняки, Тюменский район, Тюменская область, РСФСР, СССР) — российский политик. Губернатор Тюменской области с 14 сентября 2018 (врио 29 мая — 14 сентября 2018). Член президиума Государственного совета Российской Федерации с 28 января по 2 августа 2019 и с 21 декабря 2020. Член Высшего совета партии «Единая Россия».
Глава администрации города Тюмени с 25 февраля 2011 по 29 мая 2018. 
C 2022 года за поддержку российской войны против Украины находится под санкциям США, Великобритании и ряда других стран

## Биография
Родился 6 января 1974 года в посёлке Березняки Тюменского района Тюменской области. Мать, Алевтина Нестеровна, — учитель математики тюменской гимназии № 49. Отец, Виктор Александрович, — автомеханик высшей квалификации.

### Образование
1991 год — окончил 49 гимназию с золотой медалью.
1996 год — окончил Тюменский государственный университет по специальности «бухгалтерский учёт и аудит» с присвоением квалификации экономиста.
Окончил курсы повышения квалификации Российской академии народного хозяйства и государственной службы при Президенте Российской Федерации.

### Трудовая деятельность

#### Карьера в бизнесе
Ещё во время учёбы в вузе, с 1994 года, начал работать в банке «Тюменский кредит». В апреле 1997 года перешёл в тюменский банк «Дипломат», где дослужился до поста вице-президента. С мая 2000 года по март 2001 года работал заместителем председателя правления ещё одного тюменского банка — «Белый Север». Затем в течение 4 месяцев последовательно возглавлял контрольно-ревизионное управление и казначейство Ханты-Мансийского банка.

#### Работа в органах власти

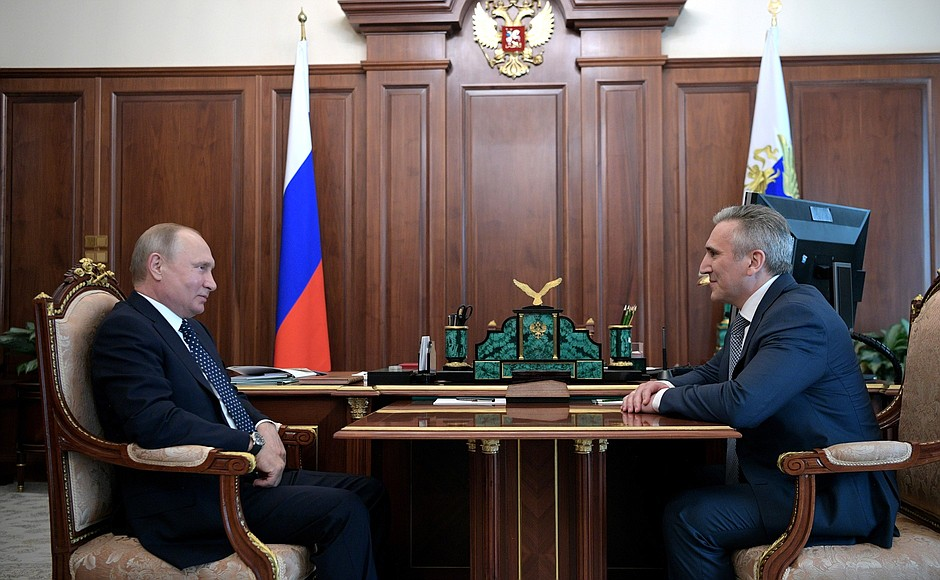
Рабочая встреча с Президентом России Владимиром Путиным,
29 мая 2018 года

Первый период работы Александра Викторовича на государственной службе длился с июля 2001 года по июль 2003 года, когда он занимал должность заместителя директора департамента экономики администрации Тюменской области. Потом был перерыв на два года, в течение которых Моор являлся генеральным директором Тюменского ЦУМа.
Начиная с июня 2005 года, А. В. Моор вновь работает в органах власти. До конца 2005 года он возглавляет департамент имущественных отношений администрации города Тюмени, а 26 декабря того же года переходит на должность заместителя губернатора Тюменской области.

## Глава администрации города Тюмени
25 февраля 2011 года единогласно избран на должность главы администрации города Тюмени, которая по своим функциям похожа на статус сити-менеджера. Является также секретарём тюменского городского отделения партии «Единая Россия». По итогам 2016 года возглавил рейтинг лучших мэров России, составленный Центром информационных коммуникаций «Рейтинг» совместно с Финансовым университетом при Правительстве РФ[значимость факта?].

## Глава Тюменской области
29 мая 2018 года указом Президента России Владимира Путина назначен временно исполняющим обязанности губернатора Тюменской области.
9 сентября 2018 года избран на выборах губернатором Тюменской области сроком на пять лет.
14 сентября 2018 года вступил в должность губернатора Тюменской области.
По оценкам Центра информационных коммуникаций «Рейтинг», составившего «Национальный рейтинг губернаторов» за март-апрель 2019 года на основании опроса и анкетирования большого числа экспертов, аналитиков и политологов, Александр Моор занял в этом рейтинге третье место среди всех глав субъектов Федерации, уступив Алексею Дюмину и Сергею Собянину[значимость факта?].
С 28 января по 2 августа 2019 и с 21 декабря 2020 года — член президиума Государственного совета Российской Федерации.

## Награды
- Орден Александра Невского (1 февраля 2025) — за большой вклад в социально-экономическое развитие Тюменской области[16].
- Медаль ордена «За заслуги перед Отечеством» II степени (3 мая 2018) — pа достигнутые трудовые успехи и многолетнюю добросовестную работу[17].

## Доходы
Общая сумма декларированного дохода за 2017 год составила 5,562 миллиона рублей, супруги — 3,6 миллиона рублей.

## Семья
Жена — Ольга Анатольевна Моор. Воспитывает четверых детей.

## Санкции
За поддержку российской войны против Украины Моор находится под санкциями ряда стран.
26 июля 2022 года включён в санкционные списки Великобритании «против российских чиновников, поддерживающих марионеточные администрации Путина на Украине». 19 августа 2022 года внесён в санкционный список Канады «приближенных российского режима, которые являются соучастниками агрессии российского режима против Украины». С 15 декабря 2022 года находится под санкциями США за реализацию приказа о мобилизации.
1 апреля 2023 года внесён в санкционный список Украины как «глава государственного органа, осуществлявший поддержку/поощрение/публичное одобрение политики РФ, направленной на проведение военных действия и геноцид гражданского населения в Украине».
По аналогичным основаниям находится под санкциями Австралии и Новой Зеландии.